# سيد يابر (طراح)
سيد يابر (بالفارسية: سیدیابر) هي قرية تقع في إيران في قسم طراح الريفي. يقدر عدد سكانها بـ 1597 نسمة بحسب إحصاء 2016.